# Pedicularis densiflora
Pedicularis densiflora es una especie de planta herbácea de la familia Orobanchaceae, anteriormente clasificada en las escrofulariáceas.

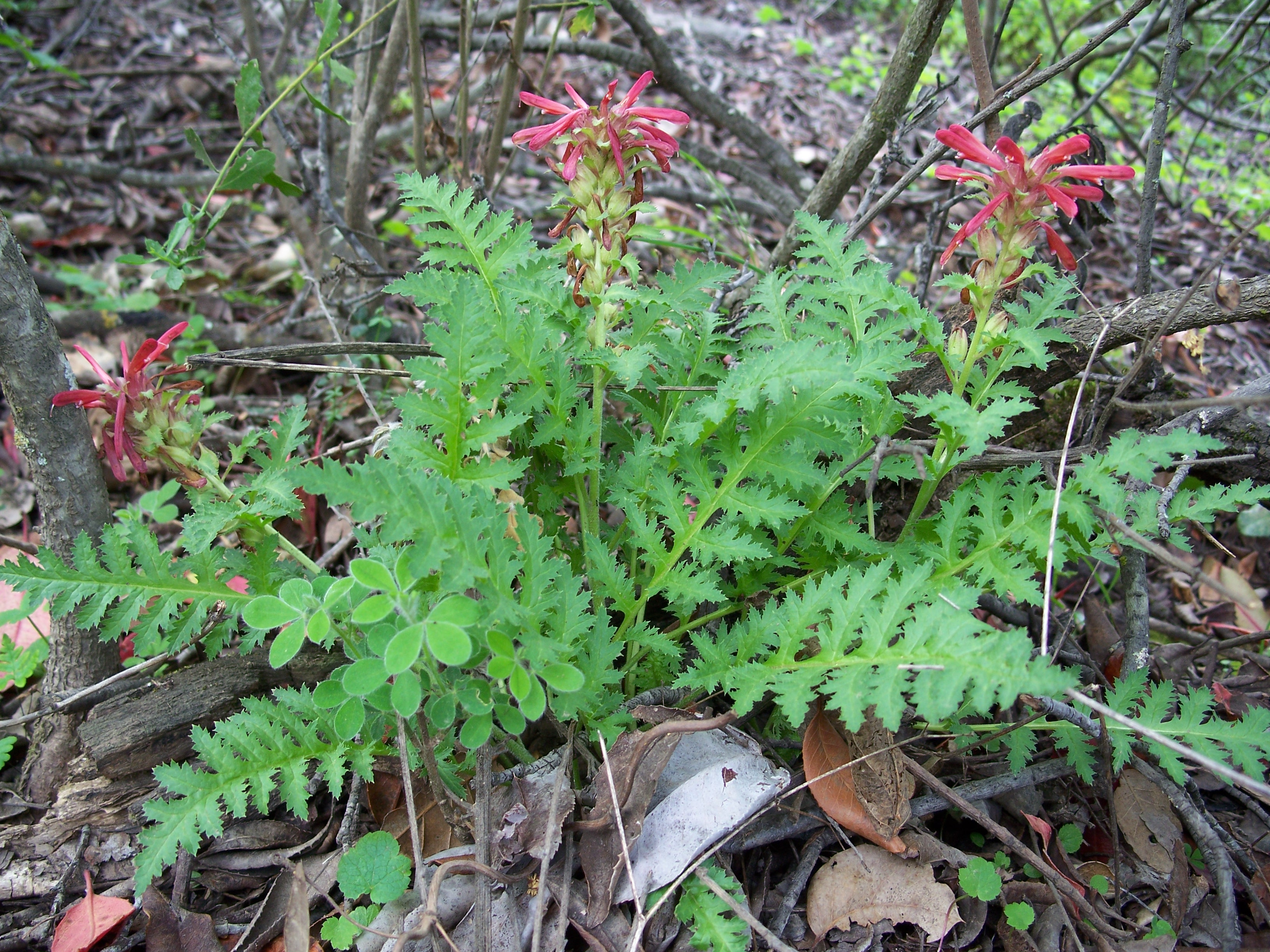
Vista de la planta

## Distribución y hábitat
Es originaria de California y Oregón en el oeste de América del Norte y se encuentra en el chaparral, bosques, bosques de robles de California en las elevaciones bajas. 

## Descripción
Pedicularis densiflora es una planta perenne herbácea con tallos verdes o, a veces, rojizo o magenta y las hojas con forma de helechos y largas espigas de color rojo oscuro con flores de color rosa brillante con pétalos dentados.
Como otros de su género, es una raíz planta parásita, que ataca las raíces de otras plantas para obtener los nutrientes y el agua. Esta especie es un parásito facultativo, o hemiparásita, ya que puede vivir sin asociarse a otra planta, pero se parasita si se le presenta la oportunidad. A menudo parasita las plantas de la familia del brezo, como manzanita .

## Los usos tradicionales
Los guerreros indios la utilizaban como un té o tintura para promover la función inmune saludable y su capacidad para relajar los músculos tensos. Los brotes y las flores se agregan a menudo para tomar el té con mezclas por su color, sabor y propiedades relajantes. También se encuentra que son útiles en el tratamiento del insomnio, así como que tiene propiedades antioxidantes.

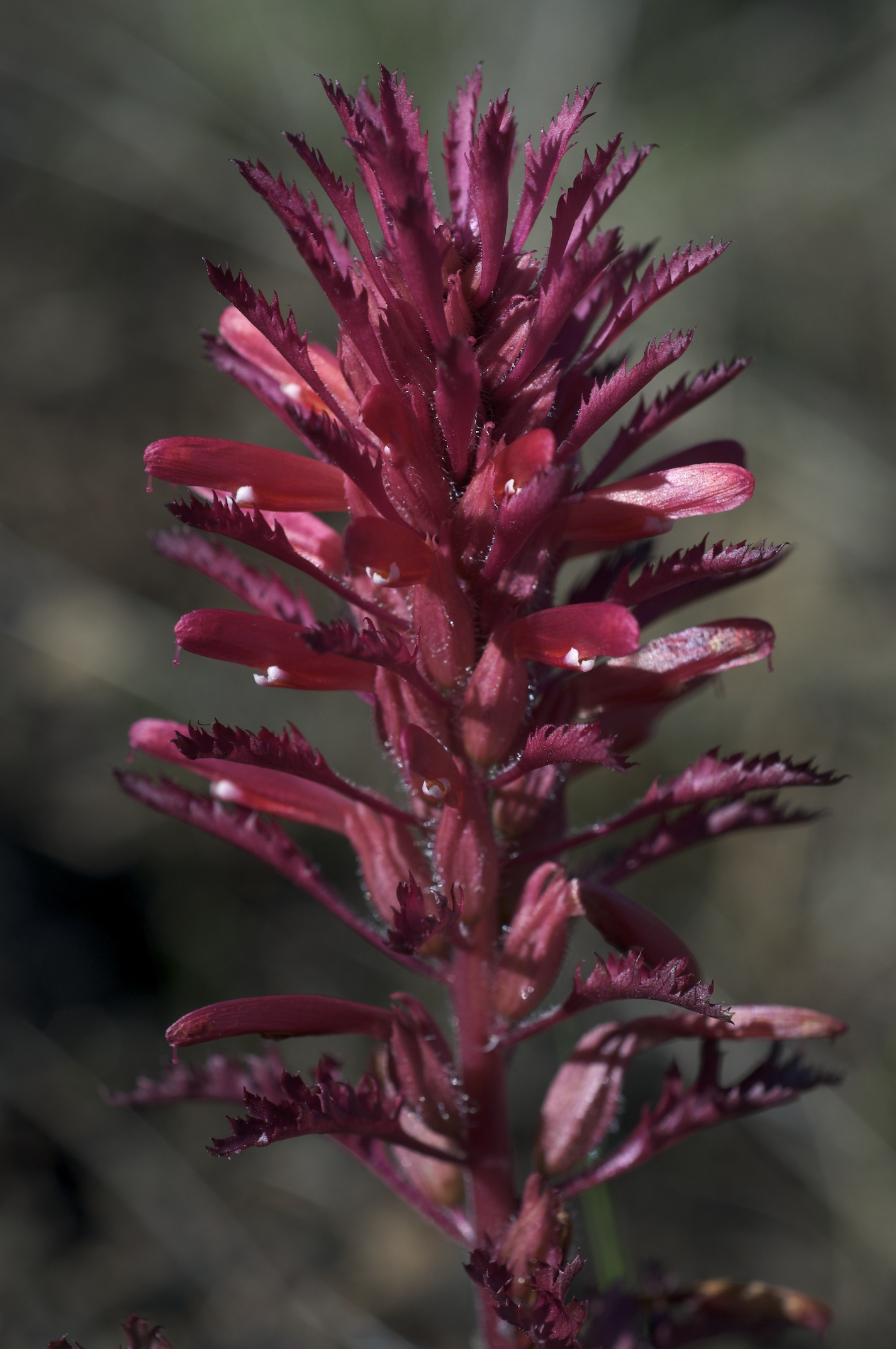
Pedicularis densiflora flower

## Taxonomía
Pedicularis densiflora fue descrita por Benth. ex Hook. y publicado en Flora Boreali-Americana 2(9): 110. 1838.
Etimología
Pedicularis: nombre genérico que deriva de la palabra latína pediculus que significa "piojo", en referencia a la antigua creencia inglesa de que cuando el ganado pastaba en estas plantas, quedaban infestados con piojos.
densiflora: epíteto latíno que significa "densa de flores"
Sinonimia
- Pedicularis densiflora subsp. densiflora